# بلا تولا
بلا تولا (به لاتین: Bella Tola) یک کوه در سوئیس است که در کانتون وله واقع شده‌است. بلا تولا ۳٬۰۲۵ متر بالاتر از سطح دریا واقع شده‌است.